# District Ialomița
Ialomița is een Roemeens district (județ) in de historische regio
Walachije, met als hoofdstad
Slobozia (56.913 inwoners).
De gangbare afkorting voor het district is IL.

## Demografie
In het jaar 2002 had Ialomița 296.572 inwoners en een bevolkingsdichtheid van 67 inwoners per km².

## Geografie
Het district heeft een oppervlakte van 4453 km².

## Aangrenzende districten
- Ilfov in het westen
- Călărași in het zuiden
- Constanța in het oosten
- Prahova in het noordwesten
- Buzău in het noorden
- Brăila in het noordoosten

## Steden
- Fetești
- Slobozia
- Țăndărei
- Urziceni